# Noli

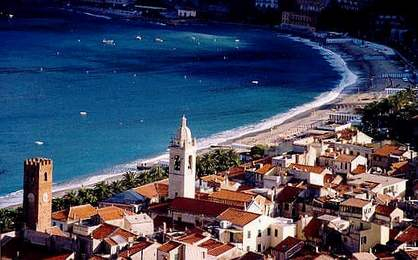
Panorama de Noli

Ubicación de la ciudad de Noli dentro de la provincia de Savona.

Noli (Nöi en lengua ligur) es una localidad italiana de la provincia de Savona, región de Liguria,  con 2.907 habitantes.

## Geografía

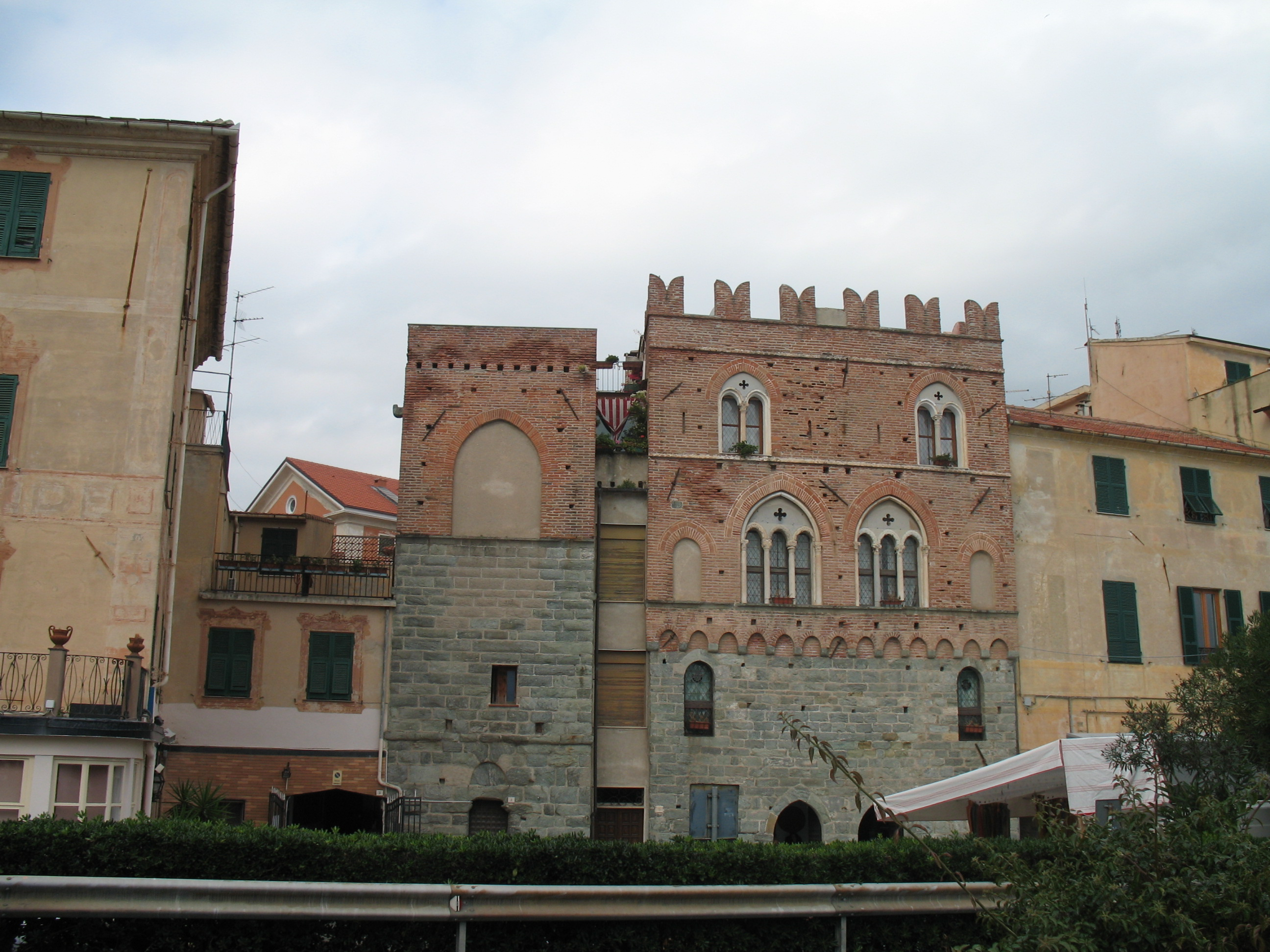
Palazzo Paglieri.

Noli está situada en la Riviera ligur de poniente en una ensenada cerrada al este por la Isla de Bergeggi y al suroeste por el cabo homónimo en la desembocadura del torrente Luminella. El barrio de Tosse se encuentra en la vertiente meridionale del Bric delle Rive a 285 m.
Su territorio municipal forma parte de la Comunidad Montana Pollupice. Dista de la capital unos 15 km.

## Evolución demográfica
| Gráfica de evolución demográfica de Noli entre 1861 y 2001 |
|                                                            |
| Fuente ISTAT - elaboración gráfica de Wikipedia            |

## Historia

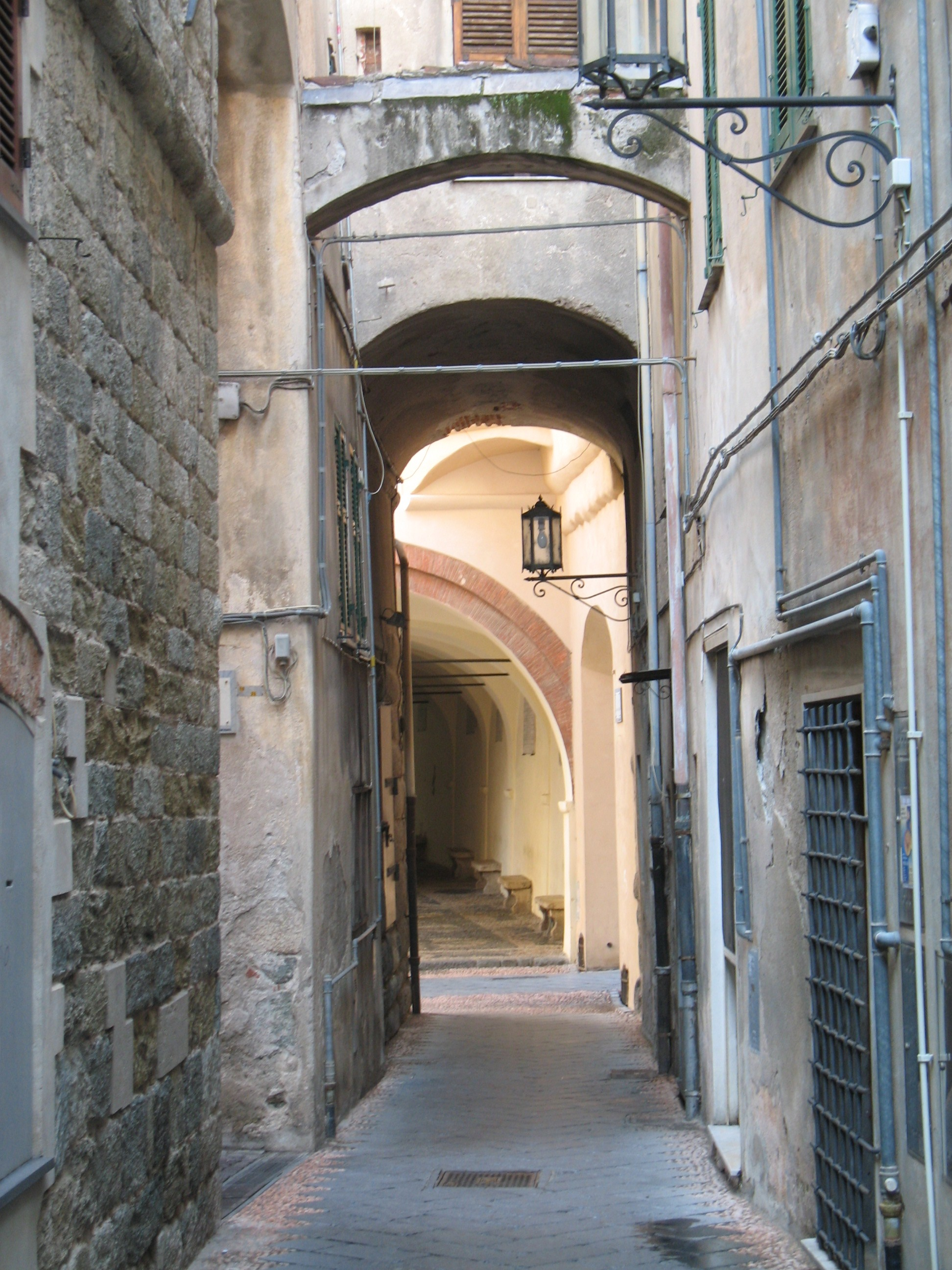
Centro histórico.

Antiguo centro de los Ligures, fue municipio romano. En la Edad Media fue base bizantina (su nombre deriva probablemente de Neapolis), a pesar de que los documentos oficiales del siglo XI dan cuenta de ella con el nombre de Naboli. Tras pasar a manos de los longobardos que la destruyen en 641 se reconstruye por completo a orillas del mar. También estuvo bajo dominio de los francos.
Convertida más adelante en un importante centro marítimo, participó en 1097 en la Primera Cruzada, por lo que recibió privilegios políticos, pero sobre todo comerciales del rey de Jerusalén Balduino I, del señor feudal Boemundo I de Antioquía y de Tancredo de Sicilia. Pasará a ser propiedad de Bonifacio del Vasto.
Tras su constitución como municipio libre en 1187, fue feudo de Enrique II Del Carretto en 1193 hasta su constitución como República independiente (pasando a ser la quinta de las repúblicas marítimas italianas). La República de Noli estableció importantes alianzas con la República de Génova en 1202, con la que luchó contra Pisa por la supremacía comercial en el mar Tirreno y contra Venecia por el tráfico marítimo en Oriente Medio.
Presionada entre los municipios de Savona y Finale Ligure, antiguo feudo de los marqueses Del Carretto, se dotó de fortificaciones y de unas setenta torres ciudadanas que cerraban el burgo en una muralla. Su apoyo a la causa de los güelfos permitió en 1239 la constitución de una diócesis propia y que obtuviera el título de ciudad.
La República de Noli en el siglo XVIII se convirtió en el objeto de las ambiciones expansionistas de los duques de Saboya, aunque consiguió permanecer aliada a la República de Génova. Ocupada por las tropas napoleónicas en 1797, a pesar del duro bombardeo naval por parte de la flota inglesa en 1795 contra los franceses, firmó la nueva constitución que decretó el fin de la república pasando a formar parte de la República Ligur y del Primer Imperio francés, hasta su ingreso en el Reino de Cerdeña en 1815.
En 1829 su diócesis se unió a la de Savona (Diócesis de Savona-Noli) y en 1861 entró a formar parte del Reino de Italia.

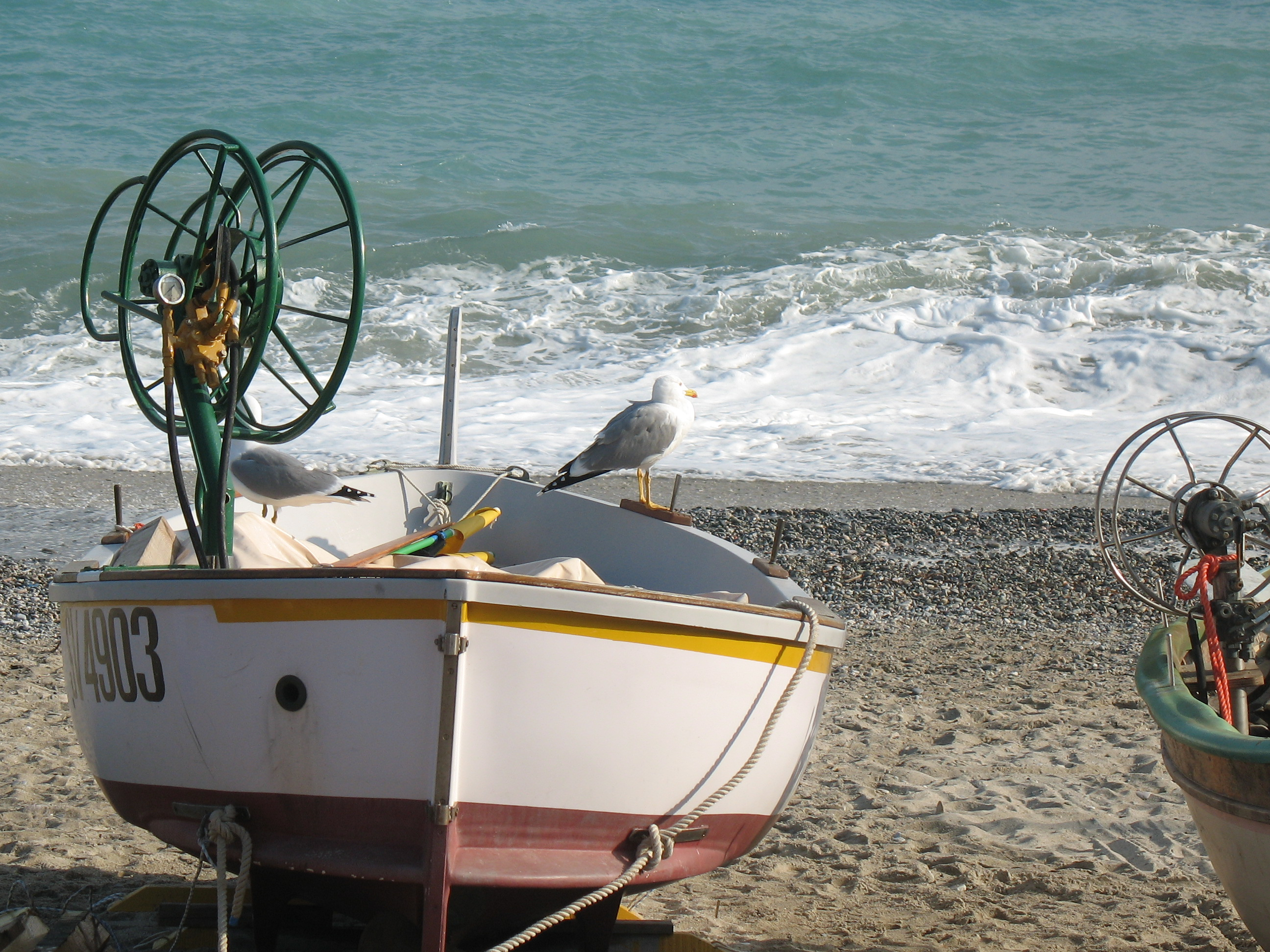
Una barca de pesca en la playa de Noli

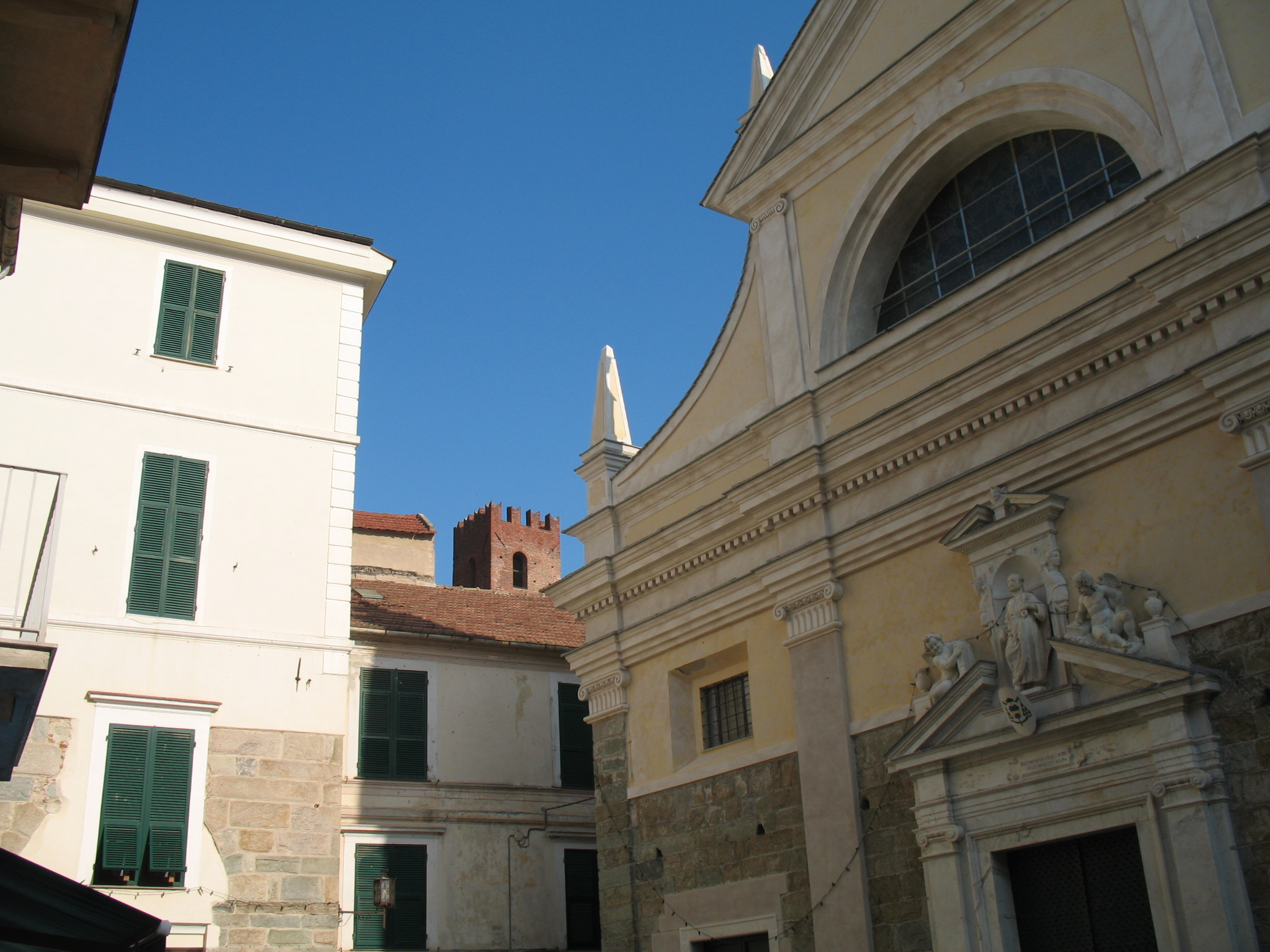
La piazzetta con la catedral consagrada a San Pedro. en el centro la torre del palazzo del Comune

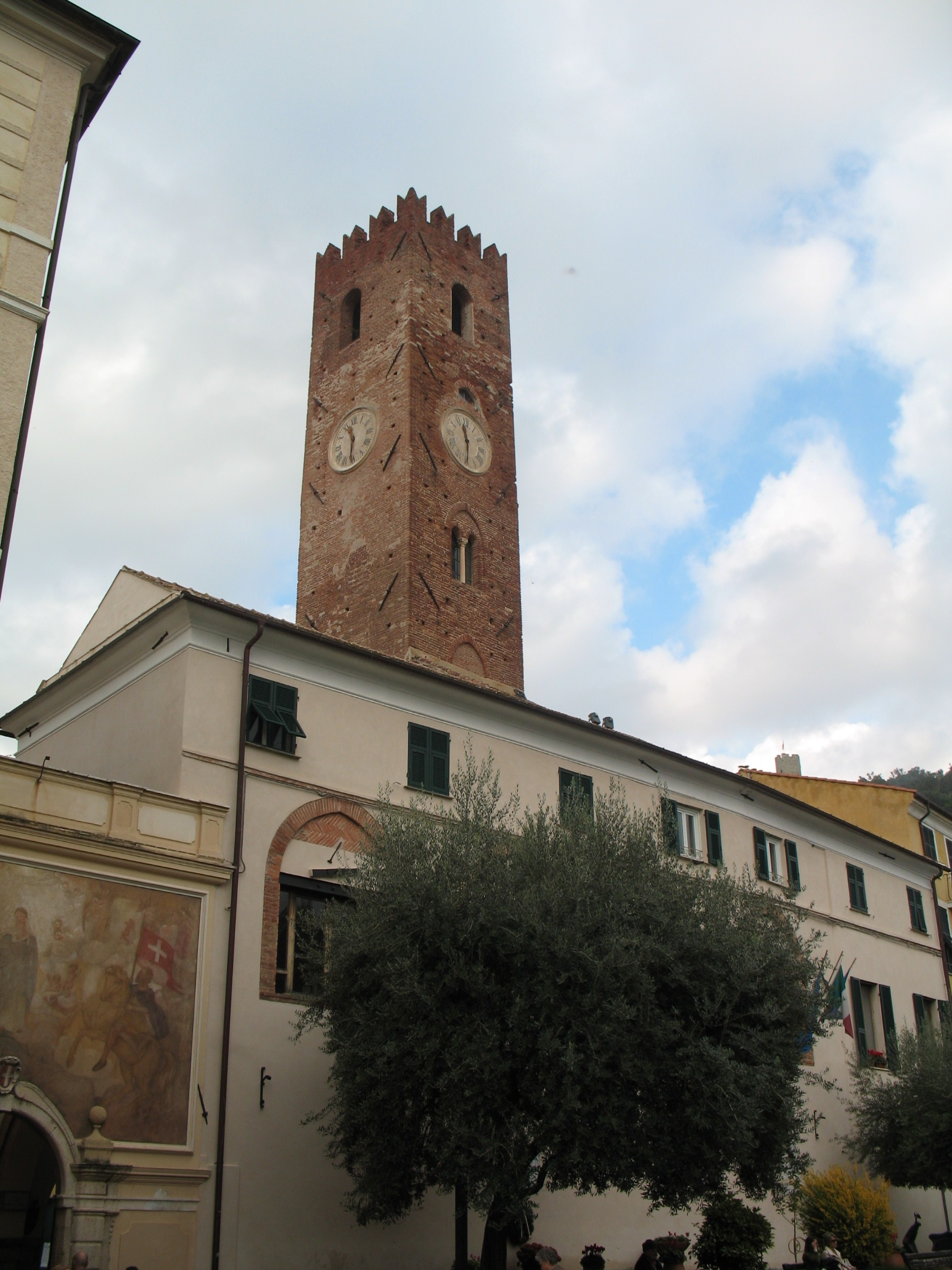
Torre Cívica.

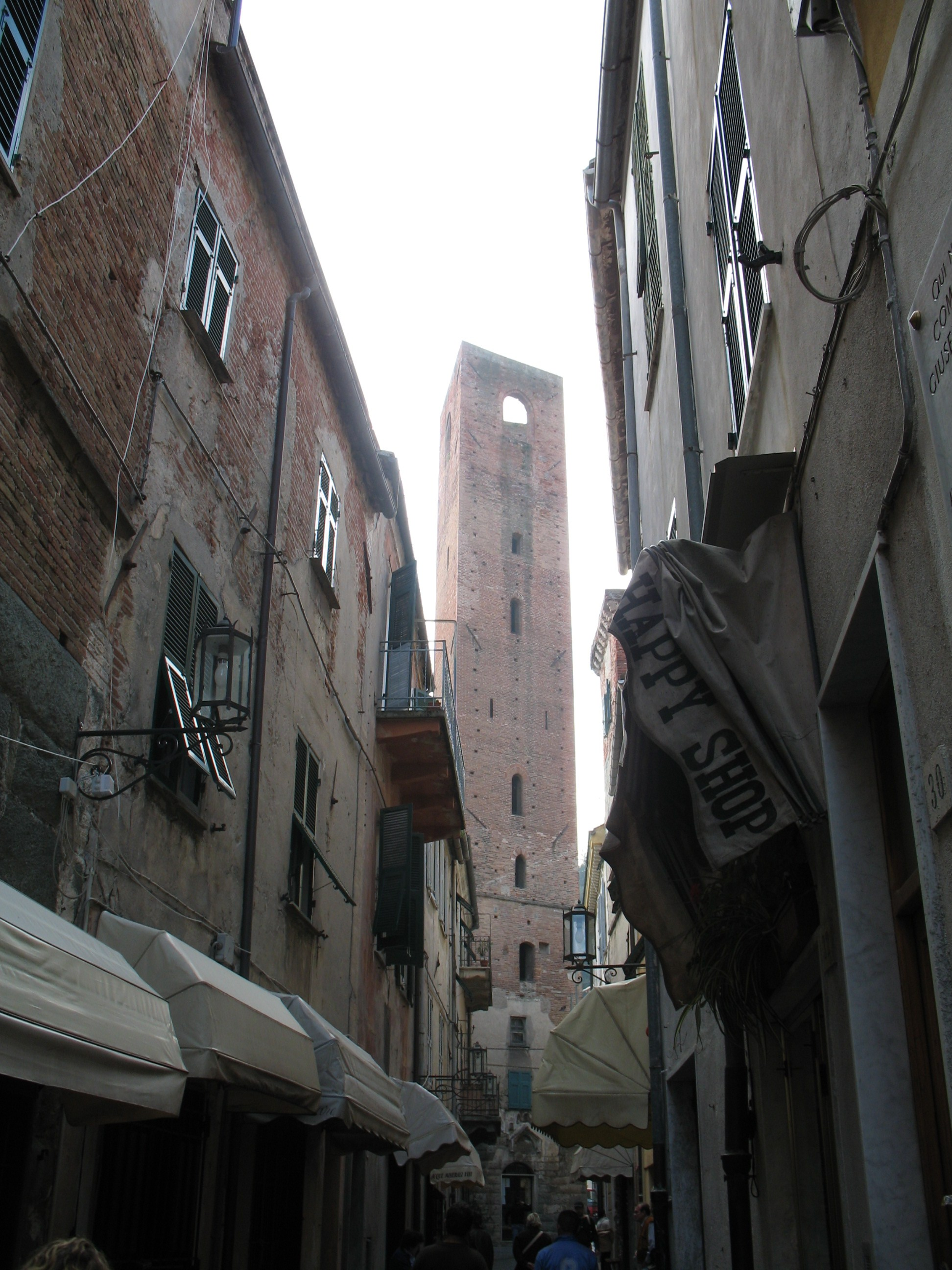
Calles del centro.

## Lugares de interés

### Monumentos
- Castello Ursino del siglo XII y los restos de las fortificaciones.
- Catedral de San Paragorio. Restaurada por d'Andrade a finales del siglo XIX que recuperó su aspecto original de estilo románico lombardo del siglo XI. Construida sobre una iglesia paleocristiana, tiene planta basilical con tres naves, la cripta y el oratorio y una hilera de arcos ciegos en la fachada y en el ábside mayor.

En el lado izquierdo hay una portada del siglo XV flanqueada por algunas tumbas datadas de la Edad Media. En el interior se conserva un crucifijo de madera y una cátedra de madera del siglo XIII, además de los valiosos frescos del siglo XIV. El 28 de diciembre de 1890 fue declarada monumento nacional. 
- Catedral de San Pedro. Construida en el siglo XIII fue restaurada en varias ocasiones en el siglo XVII. Hay un valioso altar mayor de 1679 y una cátedra obispal del siglo XVI.
- Iglesia de San Miguel Arcángel.
- Iglesia de Santa Margarita.
- Palazzo del Comune de los Siglos XIV-XV.
- Torre y Puerta Papone de los Siglos XIII-XIV.
- Torre de las cuatro esquinas.

### Naturaleza
Hay muchos senderos que llevan a lo alto de la colina que se encuentra por encima de la población, en especial uno, con un recorrido de unos 3 kilómetros lleva a Capo Noli vetta, el punto más alto del promontorio (1000 m). De gran valor natural es la meseta delle Manie, que va desde Noli hasta Finale Ligure, que consta de una extensa pinada y algunas zonas en las que se cultiva la vid. Se ha hallado un yacimiento neolítico.

## Cultura

### Manifestaciones culturales
- Regata dei Rioni di Noli el segundo domingo de septiembre.

### Personalidades relacionadas con Noli
- Antonio de Noli, navegante y explorador

### Literatura
- Dante Alighieri, poeta. La leyenda dice que se inspiró en el Monte Ursino para crear el "Purgatorio" de La Divina Comedia.

### Música
- Claudio Rebagliati, compositor y violinista. Restauró, armonizó y orquestó la actual versión del Himno Nacional del Perú.

## Economía
Lugar de veraneo y notable playa de la Riviera de Poniente, Noli destaca por su ciudad marinera de calles estrechas (carüggi), muchas de ellas con soportales. El municipio es uno de los pocos en los que sigue habiendo pescadores que recogen el escaso pescado que queda en el Golfo.
La actividad agrícola se basa fundamentalmente en la producción de vino y de aceite de oliva. Entre los vinos mejor valorados, el Lumassina, producido en los valles que hay entre Noli y Finale Ligure.

## Transportes y vías de comunicación

### Carreteras y autopistas
Noli se encuentra a lo largo de la Carretera Provincial (antigua Carretera Estatal) 1. El municipio no es accesible directamente por autopista por lo que la salida de Spotorno de la Autopista A10 es la más cercana.

### Líneas ferroviarias
La estación ferroviaria más cercana es la de Spotorno en la línea ferroviaria Ventimiglia – Génova en el tramo local entre Ventimiglia y Savona.

## Hermanamientos
Noli está hermanada con:
- Alemania Langenargen, Alemania, desde 2005